# Eupithecia decussata
Eupithecia decussata es una especie de polilla de la familia Geometridae. La especie fue descrita por primera vez por Claude Herbulot habiendo sido descrita en 1997, con distribución en la República del Congo. Es una especie bastante similar en apariencia a otra especie africana, E. steeleae, excepto que el área basal marrón de las alas anteriores se extiende hasta la mitad del borde interior del ala mientras que E. steeleae apenas sube sobre el borde desde la base del ala.